# جيمس غيليسبي باركلي
جيمس غيليسبي باركلي (بالإنجليزية: James Gillespie Barclay)‏ هو دبلوماسي وسياسي نيوزلندي، ولد في 24 يونيو 1882 في نيوزيلندا، وتوفي في 5 أكتوبر 1972 بكرايستشرش في نيوزيلندا. حزبياً، نشط في حزب العمال النيوزيلندي. وقد انتخب عضو مجلس النواب نيوزيلندا.